# 泰马尔巴德维森巴德
泰马尔巴德维森巴德（德語：Thermalbad Wiesenbad）是德国萨克森州的市镇，隶属于厄尔士山县。总面积为24.21平方千米，截至2023年12月31日总人口为3,244人。